# Стадион Александар Шаламанов
Стадион Александар Шаламанов (буг. Стадион Александър Шаламанов) је вишенаменски стадион у софијском округу Славија у Бугарској назван по фудбалској легенди Александру Шаламанову. Тренутно се користи за фудбалске утакмице и дом је локалног фудбалског клуба ПФК Славија Софија. Стадион има капацитет од 25.556 седишта и један је од највећих спортских објеката у Бугарској.
Стадион је део мултифункционалног спортског комплекса који обухвата два фудбалска терена, једну вишенаменску затворену дворану и хокејашку арену капацитета 2.000 гледалаца. Такође, од 2009. године фудбалска репрезентација Бугарске до 21 године игра неке од домаћих утакмица на овом стадиону.
У априлу 2014. потписан је уговор о изградњи новог стадиона који би заменио стари између ПФК Славија и немачке компаније ИФС. Капацитет ће бити подешен за 24.000 гледалаца, са могућношћу за 33.000 гледалаца за веће догађаје. Уговор је потписао Бугарски фудбалски савез. Репрезентације ће бити у обавези да утакмице домаћина играју на новом стадиону. Такође, фудбалски синдикат је са овим стадионом лицитирао за стандардни пакет утакмица Еура 2020.
Дана 25. октобра 2021. године, дан након што је Славијина легенда Александар Шаламанов преминуо, тим је најавио да ће стадион бити преименован у његову част и да ће понети име Стадион Александар Шаламанов.

## Стари стадион Славија
Првобитно матично место Славије налазило се северозападно од Руског споменика у близини центра Софије. Саграђена је средином 1920-их, а срушена крајем 1940-их.[